# Rock Star Ate My Hamster
Rock Star Ate My Hamster è un videogioco gestionale in chiave umoristica sull'amministrazione di un gruppo musicale rock, pubblicato nel 1989 per gli home computer Amiga, Amstrad CPC, Atari ST, Commodore 64 e ZX Spectrum dall'editrice britannica Codemasters. Il titolo, traducibile "la rockstar ha mangiato il mio criceto", è una parodia di Freddie Starr ate my hamster, un titolo che era realmente apparso nel 1986 sul giornale britannico The Sun riguardo a una donna che accusava del fatto il comico inglese Freddie Starr, ed era divenuto celebre nel Regno Unito. La stessa confezione e il manuale originali del videogioco sono fatti a imitazione di un giornale scandalistico, chiamato scherzosamente The Stun.
Una rara edizione speciale per ZX Spectrum intitolata Rock Star Goes Bizarre venne messa in palio in una competizione promozionale organizzata con The Sun.
Esiste anche una conversione non ufficiale e non commerciale per Commodore Plus/4, con il titolo Rockstar Manager.

## Modalità di gioco
Il giocatore prende le parti del rude manager Cecil Pitt che ha appena fondato un'agenzia con il suo giovane aiutante Clive, spesso bistrattato e incolpato di tutto. Con un capitale iniziale di 50 000 sterline si deve gestire un complesso composto da 1-4 membri, cercando di evitare la bancarotta e di vincere quattro dischi d'argento entro un anno. Gli eventi del gioco vengono mostrati tramite scene statiche di Cecil e Clive che parlano a fumetti, oppure prime pagine del The Stun, mentre le scelte del giocatore si effettuano tramite menù di testo. Il tutto è disponibile soltanto in inglese.
Per prima cosa si selezionano i musicisti, i cui volti vengono mostrati uno alla volta in un televisore, con il relativo costo di ingaggio settimanale. I personaggi sono caricature di veri musicisti famosi, con nomi storpiati, come Tina Turnoff (Tina Turner) o Michael Gorge (George Michael). Sono disponibili 35 musicisti, con costi e potenziali guadagni molto variabili.
All'inizio si dispone di quattro possibilità: esercitazione in sala prove, concerti, pubblicità e regali per sostenere l'entusiasmo dei musicisti. I concerti sono la prima fonte di guadagno e si possono programmare in vari tipi di luoghi, con costi di affitto molto diversi, scegliendo il prezzo del biglietto e il numero di serate. Al crescere del successo si ricevono le prime offerte dalle case discografiche e accettando diventa possibile incidere brani, lanciare sul mercato singoli e album, e accompagnare i singoli con eventuali videoclip. Periodicamente viene mostrato il successo dei dischi sulla Top Ten delle vendite britannica. Si aggiungono poi altre problematiche, come la sponsorizzazione e i concerti di beneficenza.

## Accoglienza
Rock Star Ate My Hamster ottenne generalmente recensioni da medie a buone dalla stampa dell'epoca.
Ci furono controversie legate all'umorismo tagliente del gioco, anche se oggigiorno non sembra così spinto, ad esempio l'originale per Spectrum mostra nell'introduzione un personaggio simile a Lemmy Kilmister che mostra il dito medio, poi cambiato nelle conversioni con alcune caricature di volti di cantanti famosi. Alcuni rivenditori arrivarono a ritirare il gioco dal commercio. Si piazzò comunque bene nella classifica delle vendite britannica.
La rivista musicale statunitense Rolling Stone nel 2008 lo mise nella classifica dei 50 migliori videogiochi sul rock 'n roll di tutti i tempi, nonostante non fosse neppure uscito in America.